# I gigli del campo
I gigli del campo (Lilies of the Field) è un film del 1963 diretto da Ralph Nelson con Sidney Poitier.

## Trama
Homer Smith è un operaio nero itinerante che si ferma in una fattoria nel deserto dell'Arizona per avere dell'acqua per la sua auto: lì incontra delle suore provenienti dalla Germania, che parlano un inglese molto limitato. La superiora lo convince a riparare un tetto, promettendogli di pagarlo la mattina dopo. Il giorno dopo Homer chiede i soldi, citando un passo di Luca 10:7, "L'operaio è degno della sua mercede". Madre Maria Marthe gli risponde con i versi di Matteo 6:28-29, ossia "Osservate come crescono i gigli del campo: non lavorano e non filano. Eppure io vi dico che neanche Salomone, con tutta la sua gloria, vestiva come uno di loro".
Le suore sono sprovviste di denaro e cercano di coltivare nel deserto, cibandosi di ciò che offre la terra, latte e qualche uovo, ciononostante offrono la colazione a Smith che, sperando di essere pagato, decide di restare un altro giorno aiutando le donne a fare altri piccoli lavori. Quando si accorgono dell'abilità e della determinazione di Homer nel portare a termine i lavori, le suore si convincono che egli sia stato mandato da Dio per costruire una chiesa per i messicani negli immediati dintorni, dato che la più vicina distava troppe miglia.

## Riconoscimenti
- 1964 - Premio Oscar
  - Miglior attore protagonista a Sidney Poitier
  - Candidatura Miglior film a Ralph Nelson
  - Candidatura Miglior attrice non protagonista a Lilia Skala
  - Candidatura Migliore sceneggiatura non originale a James Poe
  - Candidatura Migliore fotografia a Ernest Haller
- 1964 - Golden Globe
  - Miglior film promotore di amicizia internazionale
  - Miglior attore in un film drammatico a Sidney Poitier
  - Candidatura Miglior film drammatico
  - Candidatura Miglior attrice non protagonista a Lilia Skala
- 1965 - Premio BAFTA
  - Candidatura Miglior attore protagonista Sidney Poitier
- 1963 - Festival di Berlino
  - Orso d'Argento a Sidney Poitier
  - Interfilm Award a Ralph Nelson
  - OCIC Award a Ralph Nelson
  - Candidatura Orso d'Oro a Ralph Nelson

Nel 2020 è stato scelto per la conservazione nel National Film Registry della Biblioteca del Congresso degli Stati Uniti